# Hestiasula basinigra
Hestiasula basinigra es una especie de mantis de la familia Hymenopodidae.

## Distribución geográfica
Se encuentra en China.